# After Midnight (песня Чаппелл Рон)
«After Midnight» — песня американской певицы Чаппелл Рон из её дебютного студийного альбома The Rise and Fall of a Midwest Princess (2023). Песня стала третьим треком альбома 22 сентября 2023 года, когда она была выпущена Island and Amusement Records. Рон написала «After Midnight» вместе с Кейси Смитом и продюсером песни Дэном Нигро. Это трек в стиле поп, диско, неодиско, дэнс и фанк с текстом о ночной жизни и о бисексуальности Рон.
Некоторые музыкальные критики оценили песню «After Midnight» как запоминающуюся и за её сексуально провокационный текст, в то время как другие сочли её ничем не примечательной. В коммерческом плане песня достигла 22 места в чарте Bubbling Under Hot 100 в США и получила золотой сертификат Ассоциации звукозаписывающей индустрии Америки. Рон включила песню в сет-листы своего второго концертного тура, The Midwest Princess Tour (2023—2024), и Оливии Родриго Guts World Tour в 2024 году. Она исполняла её на нескольких музыкальных фестивалях в течение 2024 года.

## Композиция
Длина песни «After Midnight» составляет 3 минуты 24 секунды. Музыкальные журналисты определили её как чувственную диско, нео-диско, танцевальную , фанковую и поп-песню, в которой Рон поёт в свистковом регистре.
На написание трека её вдохновил переезд в Лос-Анджелес в возрасте восемнадцати лет и осознание того, что «все хорошее происходит после полуночи», что противоречит высказыванию её отца: «Ничего хорошего после полуночи не происходит». В «After Midnight» затрагиваются темы сексуальности, желания, ночной жизни, драк в барах и «фрика в клубе».

## Отзывы
Музыкальные критики высоко оценили песню «After Midnight» за её запоминающуюся мелодию и сексуально заряженный текст. Адам Мейдмент из Manchester Evening News назвал её «гимном, достойным скандирования», а Нил З. Йенг из AllMusic оценил песню как запоминающуюся благодаря её фанковому производству и активному использованию синтезаторов. Эрик Беннетт из Paste считает её одним из треков, подчёркивающих гениальность Рон при исполнении сексуальных текстов, а Элиза Шафер из Variety аналогично отметила сексуально провокационные тексты. В менее восторженной рецензии Оливия Хорн из Pitchfork сочла «After Midnight» ничем не примечательной, но оценила свистящие тона Рон как «прекрасные». Ханна Доброгош из BuzzFeed назвала её «кокетливой, весёлой, энергичной, фриковой и дерзкой», хотя лично у неё песня не вызвала симпатии; она поставила её на последнее место в своём рейтинге четырнадцати треков альбома.

## Чарты
| Чарт (2024)                            | Высшая позиция |
| -------------------------------------- | -------------- |
| США (Billboard Bubbling Under Hot 100) | 22             |

## Сертификации
| Регион                                                                      | Сертификация | Продажи |
| --------------------------------------------------------------------------- | ------------ | ------- |
| Австралия (ARIA)                                                            | Золотой      | 35 000  |
| США (RIAA)                                                                  | Золотой      | 500 000 |
| Данные о продажах + прослушиваниях приведены только на основе сертификации. |              |         |